# Lista suveranilor sârbi
Acest articol prezintă monarhi care au condus Serbia și aceasta în perioadele 1166 - 1456 și 1817 - 1945.

[Dinastia Nemanjić] (1166-1371)
• Ștefan Nemanja (Sfântul Simeon); (domnie:1166–1196)
• Prințul Vukan; (domnie:1202–1204)
• Ștefan I Prvovenčani, fiul lui Ștefan Nemanja; 
(domnie:1196–1202 și 1204–1228)
• Ștefan Radoslav; fiul mai mare al lui Ștefan I Prvovenčani; (domnie: 1228–1233)
• Sfântul Sava, cel mai tânăr fiu al lui Ștefan Nemanja; (nu a domnit, doar prinț)
• Ștefan Vladislav, fiul mijlociu al lui Ștefan I Prvovenčani; (domnie:1233–1243)
• Ștefan Uroș I al Serbiei, fiul mai mic al lui Ștefan I Prvovenčani; (domnie:1243–1276)
• Ștefan Dragutin, fiul lui Ștefan Uroș I; (domnie: 1276–1282 și 1282–1316)
• Ștefan Uroș al II-lea Milutin, fiul lui Ștefan Uroș I; (domnie: 1282–1321)
• Ștefan Konstantin; (domnie: 1321–1322)
• Ștefan Uroš al III-lea Nemanjić, fiul lui Ștefan Uroș al II-lea; (domnie: 1322–1331)
• Ștefan Uroș al IV-lea Dușan al Serbiei, fiul lui Ștefan Uroš al III-lea; (domnie: 1331–1355)
• Ștefan Uroș al V-lea al Serbiei, fiul lui Ștefan Uroș al IV-lea; (domnie: 1355–1371)
[Casa de Lazarevici] (1371-1427)
• Lazăr Hrebeljanovici (domnie: 1371-1389)
• Ștefan Lazarevici, fiul lui Lazăr Hrebeljanovici (domnie: 1389-1402 cneaz și 1402-1427 despot)
[Casa Brancovici] (1427-1456)
• Gheorghe Brancovici (domnie: 1427 - 1456)
• Lazăr Brancovici⁠(d) fiul lui Gheorghe Brancovici
(domnie: pretendent la tronul Serbiei)
Din 1456 până în 1817 Serbia stă sub ocupație Imperului Otoman. După Prima Revoltă Sârbă(1804-1813) condusă de  Karagheorghevic, Serbia devine semi autonomă iar Miloș Obrenovici devine cneaz superior al srbiei.

• cneazul superior Miloș Obrenovici al Serbiei (1813-1815)
În 1815 Imperului Otoman încearcă să ocupe dimnou Serbia astfel începe cea dea doua Revoltă Sârbă (1815-1817) condusă de către Miloș Obrenovici.
[Dinastia Obrenovici] (1817-1842)
• Prințul Miloș Obrenovici I al Serbiei (1817-1839)
• Milan Obrenović al II-lea al Serbiei fiul lui Miloș Obrenovici I
(25 iunie 1839 - 8 iulie 1839)
• Mihailo Obrenović al III-lea, Prinț al Serbiei fiul lui Miloș Obrenovici I (1839-1842)
[Dinastia Karagheorghevic] (1842-1858)
• Alexandru Karađorđević (1842-1858)
[Dinastia Obrenovici] (1858-1903)
• Prințul Miloș Obrenovici I al Serbiei (1858-1860)
• Mihailo Obrenović al III-lea, Prinț al Serbiei fiul lui Miloș Obrenovici I (1860-1868)
• Mihailo Obrenović al IV-lea nepot de frate al lui Miloș Obrenovici I (Prinț 1868-1882) și de la 1882 ca rege al Serbiei sub numele de Milano I(1882-1889) 
• Alexandru I al Serbiei fiul lui Milon I (1889-1903)

[Dinastia Karagheorghevic] (1903-1945)
• Petru I al Serbiei fiul lui Alexandru Karađorđević (1903-1918)
De la 1918 apare Regatul Sârbilor, Croaților și Slovenilor și din 1929 se schimbă numele în Regatul Iugoslaviei.
• Petru I fiul lui Alexandru Karađorđević         (1918-1921)
• Alexandru I fiul lui Petru I (1921-1934)
• Petru II fiul lui Alexandru I (1934-1941) și (în exil, 1941-1945)
• Prințul Paul al Iugoslaviei vărul lui Alexandru I (regent 1934-1941)
Din 1945 Iugoslavia devine o republică federală democrată, iar Petru II e obligat să abdice. Astfel Tito preia puterea noului stat Iugoslav.